# The Handmaid's Tale (6.ª temporada)
A sexta e última temporada de The Handmaid's Tale, série dramática do serviço de streaming Hulu, estreou em 8 de abril de 2025 e teve seus episódios lançados até 27 de maio do mesmo ano. Baseada no romance homônimo da escritora canadense Margaret Atwood, esta é a primeira e última temporada em que Eric Tuchman e Yahlin Chang atuaram como showrunners da série.

## Elenco  e personagens

### Principal
- Elisabeth Moss como June Osborne
- Yvonne Strahovski como Serena Joy Wharton
- Madeline Brewer como Janine Lindo
- Ann Dowd como Lydia Clements / Tia Lydia
- O. T. Fagbenle como Lucas "Luke" Bankole
- Max Minghella como Comandante Nick Blaine
- Samira Wiley como Moira Strand
- Amanda Brugel como Rita Blue
- Bradley Whitford como Comandante Joseph Lawrence
- Sam Jaeger como Mark Tuello
- Ever Carradine como Naomi Putnam

### Recorrente
- Josh Charles como Comandante Wharton
- Athena Karkanis como Ellen
- Timothy Simons como Comandante Bell
- D'Arcy Carden como Ava / Tia Phoebe
- Cherry Jones como Holly Maddox
- Jonathan Watton como Comandante Matthew Calhoun

### Participação
- Nina Kiri como Alma
- Bahia Watson como Brianna
- Alexis Bledel como Emily Malek

## Produção
Em 8 de setembro de 2022, antes da estreia da quinta temporada, o Hulu renovou a série para uma sexta e última temporada. Em março de 2023, foi relatado que Miller havia deixado o cargo de showrunner de The Handmaid's Tale, a fim de se concentrar na adaptação do spin-off The Testaments para a televisão. Eric Tuchman e Yahlin Chang foram nomeados co-showrunners da sexta e última temporada, embora também tenha sido anunciado que Miller permaneceria envolvido e escreveria dois episódios para a temporada. A produção estava originalmente programada para começar em 2023, mas foi adiada devido às greves do Writers Guild of America e do SAG-AFTRA. As filmagens da temporada final começaram em setembro de 2024 e terminaram no início de fevereiro de 2025.

## Episódios
| N.º na série | N.º na temp. | Título                                                                     | Dirigido por   | Escrito por                  | Lançamento          |
| --- | ------------ | -------------------------------------------------------------------------- | -------------- | ---------------------------- | ------------------- |
| 57 | 1            | "Train" "Trem" (BR/PT)                                                     | Elisabeth Moss | Nika Castillo e Bruce Miller | 8 de abril de 2025  |
| No trem, June e Serena estão agora a caminho do Alasca. June e outras ex-Aias e Marthas compartilham seus traumas. Serena disfarça sua verdadeira identidade, mas quando um médico verifica o braço quebrado de June, ele a reconhece e a chama, levando as outras mulheres a agredi-la verbalmente. Um policial chega e afirma que seus documentos estão legais, pretendendo deixar Serena com as mulheres, embora June insista que prendeu Serena para protegê-la. Quando as mulheres encurralam Serena, June puxa o freio de mão, parando o trem. Serena e June correm para o vagão seguinte, mas as mulheres começam a quebrar o vidro da porta. June então incita Serena a pular do trem com Noah. Serena hesita, então June a empurra. As mulheres chamam June de traidora. Enquanto isso, Moira se encontra com Tuello, que revela que a Embaixada dos EUA está fechando. Moira se voluntaria para se juntar ao Mayday e à causa. Nick retorna a Nova Belém e sua esposa, tendo sido libertado após sua altercação com Lawrence. O comandante Wharton, seu sogro, informa que ele ficará por um tempo. No dia seguinte, June acorda com um trem vazio no Alasca. Na fila para processamento em um assentamento habitado por cidadãos americanos, ela encontra sua mãe, Holly, que ela pensava estar morta. Elas se abraçam. |              |                                                                            |                |                              |                     |
| 58 | 2            | "Exile" "Exílio" (BR/PT)                                                   | Elisabeth Moss | J. Holtham                   | 8 de abril de 2025  |
| June se reconcilia com a mãe. Serena encontra refúgio em uma comunidade intencional de mulheres e crianças patrocinada pela igreja. Luke é libertado; Tuello e Moira o informam que sua audiência ocorrerá em até quatro meses. Ele se junta ao Mayday junto com Moira. Nick e Wharton se encontram com Lawrence e concordam em convidar Serena para Nova Belém para promovê-la. June contata Luke, Rita e Moira, revelando que Holly está viva. Tuello se encontra com Nick e pede informações sobre as patrulhas de Gilead. Dois meses depois, June não consegue contatar Luke, mas descobre por Mark que Moira e Luke se juntaram ao Mayday e estão presos em terra de ninguém. Após uma conversa com Wharton, Nick queima o pen drive que Tuello lhe deu. Serena discute com a líder da comunidade cristã, que revela que sabia de sua verdadeira identidade o tempo todo e expressa desacordo com Gilead; ela encoraja Serena a desafiar a brutalidade em Gilead. Lawrence e Naomi chegam, e ele convence Serena a retornar a Nova Belém. Serena faz a oração de graças e, após orar, agradece à comunidade por acolhê-la e a Noah, declarando posteriormente que Deus a escolheu para trazer reformas a Gilead. June discute com Holly sobre retornar para salvar Moira e Luke. Ela vai embora, e Nichole fica com Holly. |              |                                                                            |                |                              |                     |
| 59 | 3            | "Devotion" "Devoção" (BR/PT)                                               | David Lester   | Nina Fiore & John Herrera    | 8 de abril de 2025  |
| Após ser sequestrada por Olhos após sua briga com Naomi, Janine é encontrada pela tia Lydia em um bordel de Jezabel com outras ex-aias, mas ela prefere essa nova vida à sua antiga vida de servidão. Lydia visita Lawrence em Nova Belém para implorar pela libertação de Janine, embora ele e Naomi se recusem. Representantes de todo o mundo visitam Nova Belém para ver se é possível estabelecer relações de trabalho com Gilead. Entre eles está um mensageiro de June, que diz a Nick para encontrá-la na terra de ninguém. Eles se reencontram, onde June convence Nick a ajudá-la a salvar Moira e Luke. Lawrence, Serena e Wharton conquistam os representantes globais ao apresentar a moderna cidade de Gilead, bem como o aumento da taxa de natalidade devido às suas leis. Em particular, no entanto, Wharton permanece inseguro sobre futuros assentamentos como Nova Belém. Na terra de ninguém, June e Nick chegam a um parque aquático abandonado, escapando dos Guardiões patrulhando Gilead e localizando Moira e Luke em uma loja de presentes. Enquanto todos escapam, são encontrados por uma patrulha dos Guardiões, mas Nick aparentemente os mata antes que eles fujam em seu carro. Quando são liberados de volta para Mayday, a tentativa de Nick de um "adeus" final para June muda quando ela sugere que digam "até logo".                                                                                                   |              |                                                                            |                |                              |                     |
| 60 | 4            | "Promotion" "Promoção" (BR/PT)                                             | Natalia Leite  | Jacey Heldrich               | 15 de abril de 2025 |
| Trabalhando com Mayday, Luke é informado por Tuello que suas acusações foram retiradas, desde que ele deixe o Canadá. Ele e Moira então planejam a próxima ofensiva contra Gilead atacando Comandantes dentro de um bordel de Jezebels, o que vai contra a vontade de June de retornar com eles para o Alasca. Chegando a Nova Belém, Rita, ex-Martha da casa dos Waterford, se reencontra com sua irmã e Nick, que promete que a cidade será reformada. Em outro lugar, Lawrence é promovido a Alto Comandante e comemora em um bordel de Jezebels, onde encontra Janine. Em particular, ele promete que sua filha, Angela, que está sendo criada pela família Lawrence, será protegida no futuro. Quando June percebe que Janine está no bordel de Jezebels, ela se oferece para se infiltrar e avisar as mulheres sobre o ataque no lugar de Moira, irritando ela e Luke ao insinuar que eles não estão prontos para lutar contra Gilead. Em Nova Belém, Wharton revela suas novas crenças em seu sistema para Serena e, enquanto a acompanha para casa, tenta cortejá-la antes de serem interrompidos pela tia Lydia. Mais tarde, Luke retorna a June e promete que, juntos, eles podem derrotar Gilead. |              |                                                                            |                |                              |                     |
| 61 | 5            | "Janine"                                                                   | Natalia Leite  | Ubah Mohamed                 | 22 de abril de 2025 |
| Com a ajuda de Luke e Ellen, a líder do Mayday, June e Moira se infiltram na cobertura de Jezebel como Marthas para encontrar Janine. Elas a avisam sobre um ataque iminente do Mayday para matar os Comandantes que frequentam o local. Ao saírem, no entanto, um Guardião as detém e confisca as cartas e um mapa que Janine lhes deu. Ele então tenta estuprar Moira, forçando-as a matá-lo, o que desencadeia um bloqueio em todo o prédio. Na cobertura, Lawrence insulta Bell, um Comandante jovem e narcisista, por seu tratamento a Janine. Mais tarde, com a ajuda de Janine, Lawrence escuta os outros Comandantes, ouvindo as intenções de Bell de executá-lo e reverter Gilead de volta ao seu estado original e antiprogressista. Enquanto isso, Nick descobre por Wharton que um dos Guardiões que ele atirou em terra de ninguém está se recuperando em coma, forçando-o a visitar o hospital para terminar o trabalho. Em Nova Belém, Wharton promete construir uma biblioteca com o nome de Serena como presente de casamento, e ela aceita. Enquanto espera para buscar June e Moira, um Guardião confronta Luke e Ellen no ponto de encontro, ordenando que saiam. Quando Luke tenta ganhar tempo, o Guardião o nocauteia, forçando June e Moira a fugir após verem a situação através de uma janela. Elas encontram Lawrence no estacionamento e pedem sua ajuda, que as tranca no porta-malas, mas não diz para onde as levará.         |              |                                                                            |                |                              |                     |
| 62 | 6            | "Surprise" "Surpresa" (BR/PT)                                              | Natalia Leite  | Aly Monroe                   | 29 de abril de 2025 |
| Lawrence leva June e Moira para sua casa, onde as duas pedem para serem levadas para a fronteira canadense. A dupla percebe, no entanto, que as cartas das mulheres do bordel Jezebels permanecem no cofre. Enquanto Lawrence leva Moira para a fronteira, June telefona para Nick, que concorda em obter as cartas e resgatá-la. Embora Wharton devesse estar em Washington, D.C., Nick o vê na janela de sua casa enquanto voltava para casa. Nick instrui June a ir à casa de Serena em Nova Belém, onde Serena lhe oferece um quarto para ficar. Wharton interroga Nick sobre onde ele estava, bem como sobre a morte acidental do Guardião em coma, forçando Nick a confessar que estava no Jezebels, embora Wharton pergunte o porquê. Em outro lugar, tia Lydia visita Janine, afirmando que ela abriu um caminho para Janine trabalhar em um centro de fertilidade em Nova Belém, embora Janine rejeite as propostas de tia Lydia. De manhã, Serena prepara o café da manhã para June e a surpreende com a visita de Rita. Nick chega e pede que June se mude com ele para Paris, afirmando ter obtido documentos para os dois. Durante o encontro, Wharton bate à porta enquanto June e Nick se escondem no armário. Enquanto os dois ouvem Serena e Wharton conversarem, Wharton revela que Nick descobriu o plano da Operação Mayday para matar os Comandantes no bordel; June fica angustiada ao ouvir isso, encarando Nick, que desvia o olhar. |              |                                                                            |                |                              |                     |
| 63 | 7            | "Shattered" "Destruição" (BR/PT)                                           | Daina Reid     | Katherine Collins            | 6 de maio de 2025   |
| Guardiões de Gilead executam as prostitutas do Jezabels, embora Janine seja poupada a mando do Comandante Bell. Tia Lydia visita o bordel e vê as paredes manchadas de sangue, o que a deixa triste pelo desaparecimento de suas antigas Aias. Ela fica aliviada ao saber que Janine sobreviveu, embora Bell a esteja torturando em sua residência e a proíba de qualquer contato externo. Nick deixa June perto da fronteira, onde ela expressa raiva por sua suposta traição. Ao retornar a Mayday, ela é repreendida pelo grupo, incluindo Luke, por dar a Nick detalhes do plano do ataque à Jezabels, que terminou em ruínas. Rita visita Nick, embora ele afirme que não pode mais ajudar a resgatar seus familiares. Em seu chá de panela, as novas ideias de Serena sobre Nova Belém são rejeitadas por outras esposas que acreditam na visão original de Gilead. Para ganhar influência, ela e Wharton planejam seu casamento e expandem sua lista de convidados para incluir as Aias, a fim de representar toda a comunidade de Gilead. Lawrence chega ao Mayday e informa os americanos, que planejam atacar a cerimônia nupcial. June e Moira são levadas a um Centro Vermelho em Boston, onde buscam refúgio a convite da tia Phoebe, que está envolvida no Mayday. Elas rezam o Salmo 23 enquanto aguardam o plano para libertar as Aias. |              |                                                                            |                |                              |                     |
| 64 | 8            | "Exodus" "Êxedo" (BR/PT)                                                   | Daina Reid     | Yahlin Chang                 | 13 de maio de 2025  |
| June e Moira contrabandeiam canivetes para distribuir às Aias durante a cerimônia de casamento de Serena e Wharton. Após o casamento, as Aias retornam às casas de seus Comandantes e ao Centro Vermelho. As Aias enviadas matam seus Comandantes, que foram colocados em sono profundo por causa do bolo de casamento feito e misturado com um sedativo por Rita. Da mesma forma, June mata Bell e se reúne com Janine. Na residência de Wharton, Serena fica perturbada ao ver uma Aia esperando por elas e lamenta ter confiado nele. Após uma discussão acalorada, ele deixa Serena e Noah saírem noite adentro. No Centro Vermelho, Lydia descobre que tia Phoebe ajudou as Aias, mas Moira, June e Janine se aproximam de Lydia, persuadindo-a de que Deus não gostaria que mulheres vivessem sob o regime de Gilead. Lydia deixa todas irem e reza a Deus por ajuda. June, Moira e as Aias correm pelas ruas de Boston à noite. |              |                                                                            |                |                              |                     |
| 65 | 9            | "Execution" "Execução" (BR/PT)                                             | Elisabeth Moss | Eric Tuchman                 | 20 de maio de 2025  |
| Serena corre pelas ruas de Boston, testemunhando o caos na cidade e se refugiando na casa de Lawrence. June, Moira, Janine, tia Phoebe – na verdade, uma agente da CIA chamada Ava – e as Aias são presas a mando de Wharton pouco antes de fugirem de Boston para serem executadas publicamente diante dos cidadãos de Gilead. June e tia Lydia, que também foi condenada, desafiam Gilead com suas últimas palavras, e o discurso de June convence a multidão a se rebelar, enquanto Luke, Rita e outros membros do Mayday intervêm com armas. Wharton escapa da cena e todos os presos são salvos quando as tropas americanas chegam. Tuello salva Serena, e June a convence a revelar o plano dos Altos Comandantes de voar para Washington, D.C. Lawrence, acompanhado por June, é persuadido a plantar uma bomba no avião, mas quando os outros Comandantes chegam cedo, Lawrence se sacrifica e se junta a eles com a bomba para fazer seu plano dar certo. No último minuto, Nick também embarca no avião, persuadido por sua esposa, Rose, a vingar a morte dos comandantes e se vingar de June. Rose atribui seu parto prematuro ao bolo de casamento cheio de sedativos planejado por June. June, perturbada, observa o avião subir e explodir no céu. |              |                                                                            |                |                              |                     |
| 66 | 10           | "The Handmaid's Tale" "O Conto da Aia" (BR) "A História de uma Serva" (PT) | Elisabeth Moss | Bruce Mille                  | 27 de maio de 2025  |
| Com a morte de todos os Comandantes de Boston, a cidade é rapidamente libertada pelos rebeldes e pelas forças americanas. Após a tragédia, June perdoa Serena antes que Serena e Noah sejam enviados a um campo de refugiados da ONU por Tuello, que se revela um Comandante do Exército dos EUA. Luke e June se dedicam à luta contínua para derrotar Gilead. Luke e June prometem se encontrar no Colorado, onde Hannah reside, para libertá-la. June se reúne com Emily, que passou os últimos sete meses lutando na rebelião em Bridgeport, Connecticut. Tia Lydia, que foi libertada pelos Olhos, e Naomi Lawrence providenciam a libertação de Janine por Gilead e devolvem Charlotte a ela. Antes de se separarem, June agradece a Lydia por tê-las trazido até a fronteira. Com o incentivo de Luke e Holly, June retorna às ruínas da casa dos Waterford e começa a escrever um livro narrando sua história. |              |                                                                            |                |                              |                     |

## Recepção

### Resposa da crítica
No Rotten Tomatoes, a sexta e última temporada recebeu avaliações positivas de 89% dos 61 críticos. O consenso crítico do site diz: "Colocando seus personagens em um curso intensivo com suas próprias contas pessoais em meio a um esforço desesperado contra o fascismo, The Handmaid's Tale conclui com uma nota alta." No Metacritic, a temporada tem uma média ponderada de 70 de 100, com base em 8 críticas, indicando "avaliações geralmente favoráveis".
Escrevendo para o TheWrap, Lauren Thoman afirmou: "A 6ª temporada de The Handmaid's Tale  cumpre as promessas que vem fazendo desde o início, para o bem e para o mal. Aperte o cinto para um passeio furioso e frenético. " Daniel Fienberg, do The Hollywood Reporter, escreveu: "The Handmaid's Tale ainda é mais do que capaz de imagens de pesadelo e sequências emocionalmente potentes. Moss tornou-se talvez a melhor diretora da série (embora precise de um editor disposto a cortar de cinco a 10 minutos por episódio), além de ancorar um elenco ainda poderoso."